# Xuân cung họa

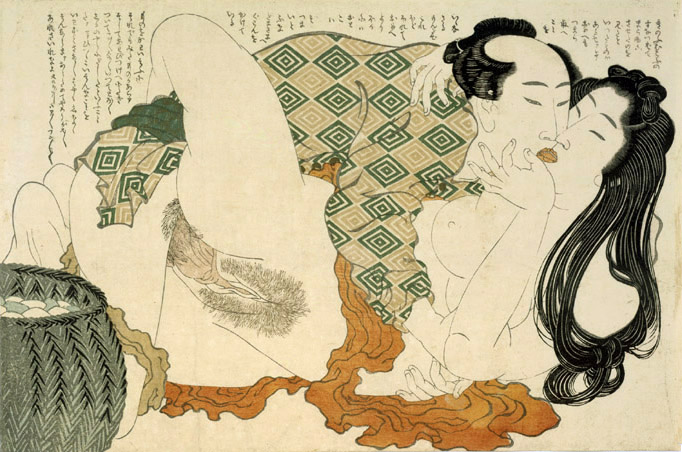
Hai người yêu nhau
Katsushika Hokusai, The Adonis Plant (Fukujusô) bản in gốc, từ một bộ của 12 bản, khoảng năm 1815

Xuân cung họa (tiếng Trung: 春宫画; bính âm: Chūngōng huà là một thuật ngữ trong các ngôn ngữ Đông Á chỉ đến nghệ thuật khiêu dâm. Dịch theo nghĩa đen, shunga từ Nhật Bản có nghĩa là hình ảnh của mùa xuân. Shun (xuân) là một uyển ngữ thông dụng ám chỉ sinh hoạt, quan hệ tình dục. Shunga nhất là một thể loại ukiyo-e (phù thế hội: hội họa thế tục), thường được thực thi trong định dạng in khắc gỗ. Trong khi hiếm khi còn tồn tại thể loại tranh cuộn (handscrolls) khiêu dâm sơn có trước phong trào ukiyo-e. Shunga thường là tranh khắc gỗ (mộc bản), hầu hết được chế tác tại thành phố Edo (Giang Hộ, nay là Tokyo). Hai thành phố khác cũng có chế tác loại tranh này là Osaka và Kyoto.

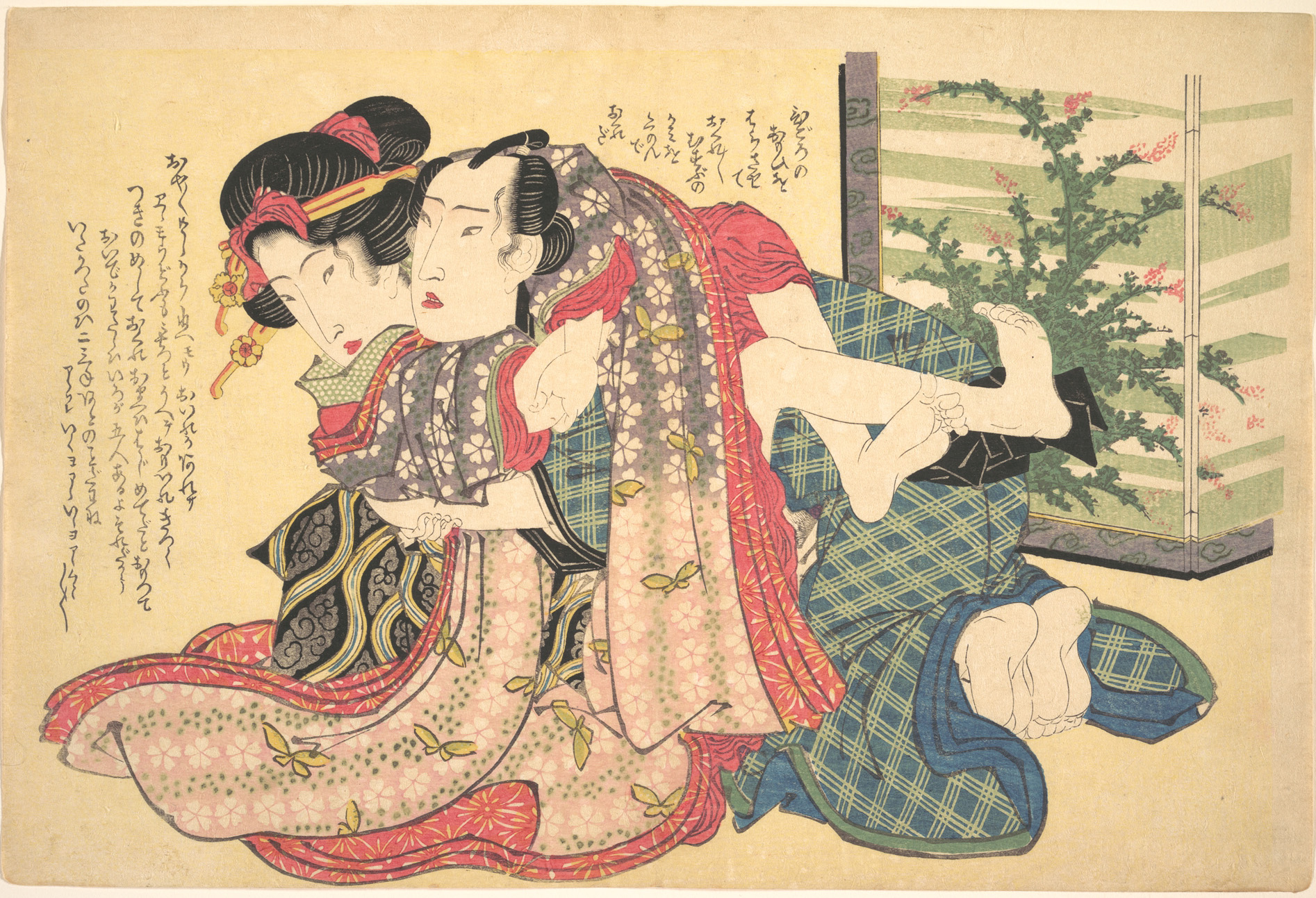
của Keisai Eisen, 1825

Shunga của Nhật luôn có xu hướng phô bày các cơ quan sinh dục to, khỏe. Đây là bằng chứng cho thấy họa sĩ Nhật chịu nhiều ảnh hưởng phong cách phóng đại của Chu Phòng (khoảng 740-800), một danh gia xuân họa thời nhà Đường. Người ta cho rằng shunga xuất hiện trên đất Phù Tang từ cuối thời shogun Muromachi (tướng quân Thất Đinh, 1336-1573), do cảm hứng từ các tranh tính dục (xuân cung đồ) của Trung Quốc. Tại Nhật Bản, shunga có từ thời kỳ Heian. Tại thời điểm này, đó là lĩnh vực dành riêng cho tầng lớp cận thần. Shunga tiếp tục thịnh hành suốt thời đại Edo (Giang Hộ, 1603-1867) mãi tới thời Meiji (Minh Trị, 1868-1912) mới chịu nhường bước cho nhiếp ảnh gợi dục (xuân ảnh, erotic photographs). Phong trào ukiyo-e về tổng thể tìm cách để thể hiện một lý tưởng hóa cuộc sống đô thị hiện đại và hấp dẫn đối với tầng lớp chōnin mới. Theo thẩm mỹ của cuộc sống hàng ngày, shunga thời kỳ Edo đã biến tấu rộng rãi trong miêu tả của tình dục. Là một tập hợp con của ukiyo-e, nó đã được tất cả các tầng lớn xã hội ưa thích trong thời kỳ Edo, dù không được sự ủng hộ Mạc phủ. Hầu như tất cả các nghệ sĩ ukiyo-e làm shunga tại một số thời điểm trong sự nghiệp của họ, nó đã không làm giảm uy tín nghệ sĩ của họ. Phân loại của shunga như là một loại khiêu dâm thời Trung Cổ có thể là gây hiểu nhầm về mặt này. Shunga miêu tả rất sinh động và tỉ mỉ những tập quán tính dục của người Nhật, bao gồm đủ thể loại như: dị tính luyến ái, nam quan hệ tình dục với nam, nữ quan hệ tình dục với nữ, lạm dụng tình dục trẻ em, quan hệ tính dục trong lúc đang mặc đồng phục (buru sera).

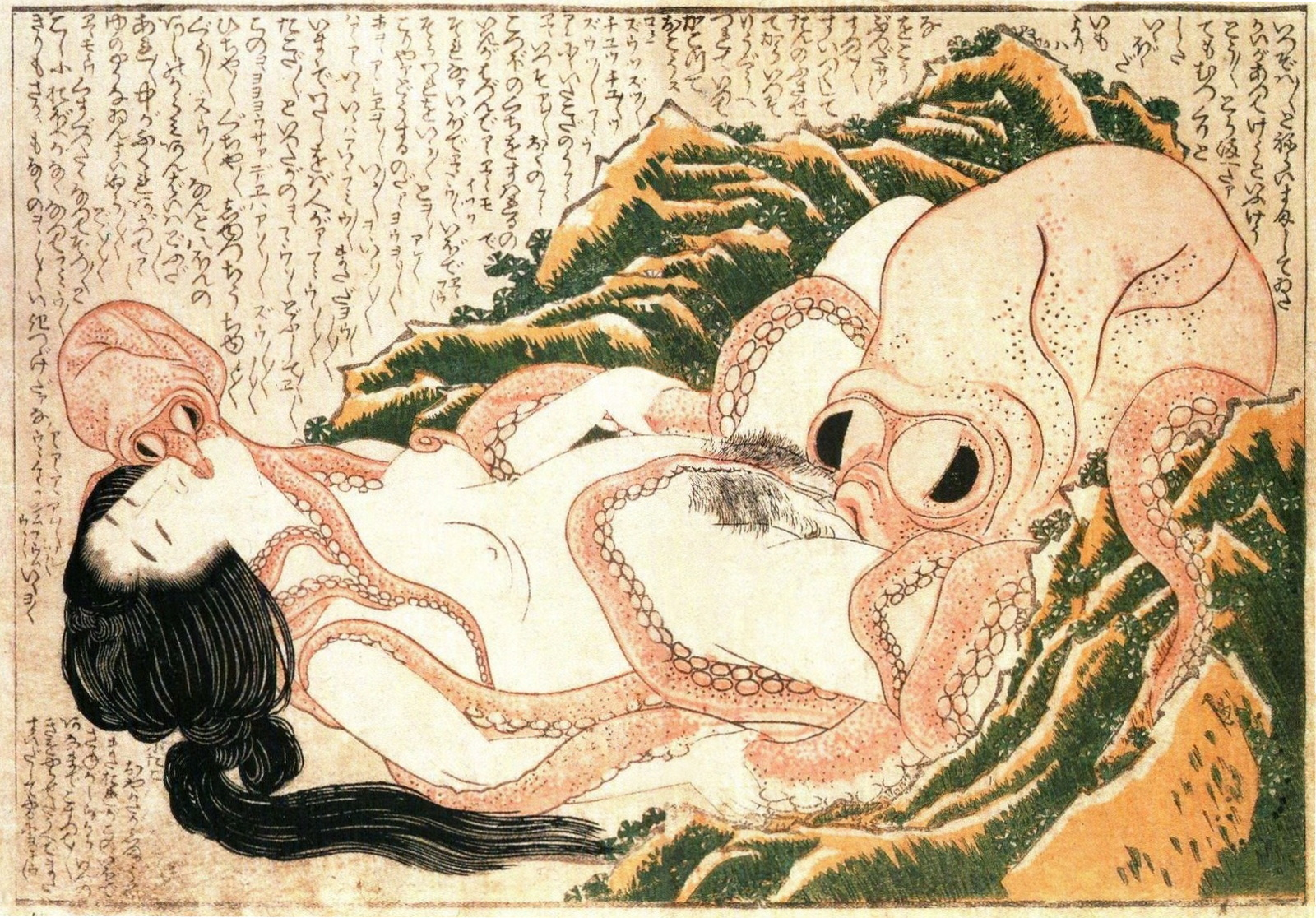
Giấc mơ người vợ ngư phủ, Hokusai, 1814, vẽ cảnh vợ một ngư phủ đang bị hai con bạch tuộc cùng lúc cưỡng bức.

Từ 1770 đến 1850, có nhiều kiệt tác xuân họa đã được vẽ rồi in của ba nhà danh họa lừng danh Kiyonaga, Hokusai hay Utamaro như bức Bài thơ chăn gối của Utamaro, Giấc mơ người vợ ngư phủ của Hokusai, Tranh giấu trong tay áo của Kiyonaga đều thể hiện tính đa dạng của loại tranh này...Nhưng kỳ bí và khiêu dâm hơn hết là họa phẩm Giấc mơ của vợ ngư phủ do HOKUSAI (1760-1849) vẽ, khắc, in màu trên mộc bản.